# Gerhard Lötsch
Gerhard Lötsch (* 3. Oktober 1930 in Baden-Baden; † 12. März 2009 in Achern, Baden-Württemberg) war ein deutscher Historiker und evangelischer Pfarrer.  Schwerpunkt seines Werks war die Geschichte der badischen Revolution von 1848/49 im mittelbadischen Raum. 

## Leben
Gerhard Lötsch wurde 1930 in Baden-Baden als Sohn des aus Buchholz (Erzgebirge) stammenden Fritz Lötsch (1889–1987) und der aus Zabłocie, heute Stadtteil von Żywiec (vormals Königreich Galizien und Lodomerien, heute Polen), stammenden Ernestine Stanzel (1902–1947) geboren. Zu seinen Vorfahren gehört der Rechenmeister Adam Ries (1492–1559).
Seine Jugend verbrachte er mit drei jüngeren Geschwistern in Pforzheim. Während der Vater zum Kriegsdienst eingezogen war, war die Familie gegen Ende des Zweiten Weltkriegs nach Buchholz, der Heimatstadt des Vaters, evakuiert. Während der Bombardierung von Buchholz war Gerhard Lötsch als Brandschutzhelfer eingesetzt und erlebte als traumatisierenden Vorgang den Brand und den Einsturz des Kirchturms. In dieser Kirche sollte er am folgenden Sonntag konfirmiert werden. Die Rückkehr ins völlig zerstörte heimatliche Pforzheim, die Erlebnisse auf dem Weg dorthin sowie der frühe Tod der Mutter erschütterten ihn tief und sollen Auslöser für ein Bekehrungserlebnis geworden sein.
Nach dem Studium der Evangelischen Theologie und Philosophie in Heidelberg, Paris und Berlin trat er das Vikariat in Oberachern und dem Achertal und anschließend ab Ende 1961 für über 15 Jahre eine erste Pfarrstelle im nordbadischen Nassig (seit 1972 Ortsteil von Wertheim am Main) an. Seine unorthodoxe Jugendarbeit begeisterte viele Jugendliche auch über die Gemeindegrenze hinaus. Ab 1965 veranstaltete er Gottesdienste mit Rock- und Popmusik und gründete Bands und Chöre mit Jugendlichen, die in der Region auf Festivals und in Gottesdiensten auftraten.
Von 1977 bis zur Pensionierung 1993 war Gerhard Lötsch evangelischer Stadtpfarrer im mittelbadischen Achern. Seine Schwerpunkte hier waren Jugendarbeit und Ökumene.
Seit Beginn der 90er Jahre befasste sich Gerhard Lötsch mit der Geschichte der Region. Ausgehend von der Erforschung der ehemaligen Heil- und Pflegeanstalt Illenau von der Gründung 1837 bis zur Ermordung der Patientinnen und Patienten durch das Euthanasieprogramm der Nationalsozialisten erarbeitete er sich weitere Felder wie die Acherner Stadtgeschichte und die Geschichte der badischen Revolution 1848/49. Mit der Inauguraldissertation Die Heil- und Pflegeanstalt Illenau und ihre evangelischen Pfarrer von 1842 bis 1940 erlangte er als über 70-Jähriger 2001 der Grad des Doktors der Philosophie der Theologischen Fakultät der Ruprecht-Karls-Universität Heidelberg.
Das Gelände der Heil- und Pflegeanstalt Illenau hatte nach dem Zweiten Weltkrieg den französischen Besatzungstruppen als Kasernenanlage gedient und war bis Anfang der 1990er Jahre nur eingeschränkt zugänglich. Um die schlossähnliche Anlage zu erhalten, gründete Gerhard Lötsch gemeinsam mit den Unternehmern Siegfried Stinus und Hans Vierneisel sowie weiteren Acherner Bürgern die "Initiative Zukunft Illenau" (heute: Förderkreis Forum Illenau e.V.), auf dessen Wirken der Kauf des Areals und die Restaurierung der Gebäude durch die Stadt zurückgeht. Heute beherbergt die Illenau Einrichtungen der Kunst und Kultur wie die Illenau Theater Achern e.V. und die Illenau Werkstätten e.V., den Hauptteil der Stadtverwaltung, Wohnungen sowie das Illenau Arkaden Museum, in dem die Geschichte der Heil- und Pflegeanstalt dargestellt wird.
Lötsch war verheiratet mit Elisabeth Lötsch, geb. Arendt (* 5. Dezember 1931 in Eilsleben/Magdeburger Börde). Aus der Ehe gingen vier Kinder hervor.

## Veröffentlichungen (Auswahl)
- Christian Roller und Ernst Fink. Die Anfänge von Illenau. Acheron Verlag, 1996, ISBN 3-928207-25-3.
- Bis daß die Freiheit aufersteht – Vormärz und Revolution in Stadt und Amt Achern. Acheron Verlag, 1998, ISBN 3-928207-21-0.
- Die Geschichte der Illenau von 1842 bis 1940. Von der Menschenwürde zum Lebenswert. Acheron Verlag, 2000, ISBN 3-930360-07-1.
- Die Heil- und Pflegeanstalt Illenau und ihre evangelischen Pfarrer von 1842 bis 1940. 2001 (Inauguraldissertation zur Erlangung des Grades des Doktors der Philosophie an der Theologischen Fakultät der Ruprecht-Karls-Universität Heidelberg).
- Die Liebe allein ist das Leben – Sophie von Harders Weg von St. Petersburg in die Ortenau. Verein für Heimatgeschichte Sasbach, 2001.
- Krieg und Friede. Achern und das Jahr 1945. Stadt Achern, 2004.
- Achern. Eine Stadt und ihre Geschichte 1849–1918. Stadt Achern, 2005.[2]
- Acherner Profile. Stadt Achern, 2007.[3]